# 王吉 (东汉)
王吉（?—179）。陈留郡浚仪县（今河南省开封市）人，东汉官员。
中常侍王甫的养子。王吉年少喜欢诵读书传，爱慕名声，性情残忍。王甫秉权，王吉二十余岁，为沛国相。晓政事，可以断察疑狱，击断非法。如有生下孩子不抚养，即斩其父母，合土棘埋上。凡杀人犯在车上分尸，宣示各个属县。夏天人肉腐烂，以绳连骨，走遍一郡才停止，见到的人都惊骇惧怕。担任国相五年，杀死万余人。其惨毒之事不可胜数。郡中都不敢自保。光和二年，中常侍王甫为酷吏阳球扳倒下狱，王吉是王甫义子，也受株连遭阳球抓捕后解送洛阳，同年死于洛阳狱中。曾舉桓典孝廉，於是其收葬王吉，並為他服喪三年。

## 延伸阅读
[在维基数据编辑]
 《後漢書/卷77》，出自范晔《後漢書》